# دماغه آرکتیچسکی
دماغه آرکتیچسکی (انگلیسی: Arctic Cape) یک دماغه در اقیانوس منجمد شمالی و سرزمین کراسنویارسک کشور روسیه است.